# Gnophos agnitaria
Gnophos agnitaria är en fjärilsart som beskrevs av Otto Staudinger 1897. Gnophos agnitaria ingår i släktet Gnophos och familjen mätare. Inga underarter finns listade i Catalogue of Life.